# Blestia
Blestia là một chi nhện trong họ Linyphiidae.